# Tržić
Tržić – wieś w Chorwacji, w żupanii zagrzebskiej, w gminie Klinča Sela. W 2011 roku liczyła 115 mieszkańców.